# Тундерман, Николай Карлович
Николай Карлович Тундерман (6 декабря 1860 года — после 1916 года) — капитан 1-го ранга Российского императорского морского флота.

## Служба
Тундерман Николай Карлович родился 6 декабря 1860 года в многодетной семье младшего врача линейного корабля «Ретвизан», затем врача Министерства внутренних дел, действительного статского советника Карла Иоганновича Тундермана (1833—1865). В семье было десять детей, шесть сыновей стали военными, четверо из них — военными моряками.
Николай Карлович окончил Морской кадетский корпус с производством в гардемарины флота 12 апреля 1881 года. 18 февраля 1902 года принял под командование шхуну «Тунгус». 14 апреля этого же года произведён в чин капитана 2-го ранга. 12 января 1904 года сдал шхуну «Тунгус» и принял под командование транспорт «Алеут».
С началом Русско-японской войны, с 1 марта 1904 года назначен командиром отделения транспортов в составе оборонительного отряда Владивостока под командованием командира Владивостокского порта контр-адмирала Н. А. Гаупта. В состав отделения входили: «Алеут», под собственным командованием; «Камчадал» (капитан 2-го ранга А. А. Рюмин); «Якут» (капитан 2-го ранга А. А. Балк); «Тунгус», под командованием командира «Якута»; «Надёжный» — бывший ледокол (подполковник корпуса флотских штурманов С. С. Чихачёв). Далее, в 1904 году, оставил должность командира транспорта «Алеут».
6 мая 1906 года вышел в отставку с производством в капитаны 1-го ранга.
С 1914 по 1917 год в Петрограде владел пансионом для подготовки в Морской корпус.
После 1917 года биографических сведений нет.

## Семья
- брат — Тундерман 1-й Павел Карлович (14.06.1862—1905) — капитан 2 ранга, Георгиевский кавалер, исключён из списков РИФ умершим 31.10.1905.
- брат — Тундерман 3-й Александр Карлович (рожд. 15.08.1865) мичман[4];
- брат — Тундерман 4-й Константин Карлович (03.03.1875—14.05.1905) — лейтенант, погиб во время Цусимского сражения на броненосце «Ослябя»[5]
- брат — Тундерман Леонид Карлович — коллежский асессор, в службе с 1894 года, состоял по Морскому министерству[6].
- брат — Тундерман Василий Карлович, подпоручик.